# Acropogon bullatus
Espèce
Statut de conservation UICN

EN : En danger
Acropogon bullatus est une espèce de plantes de la famille des Malvacées endémique de la Nouvelle-Calédonie. Elle fait partie des espèces en danger sur la liste rouge de l'UICN. 

## Description

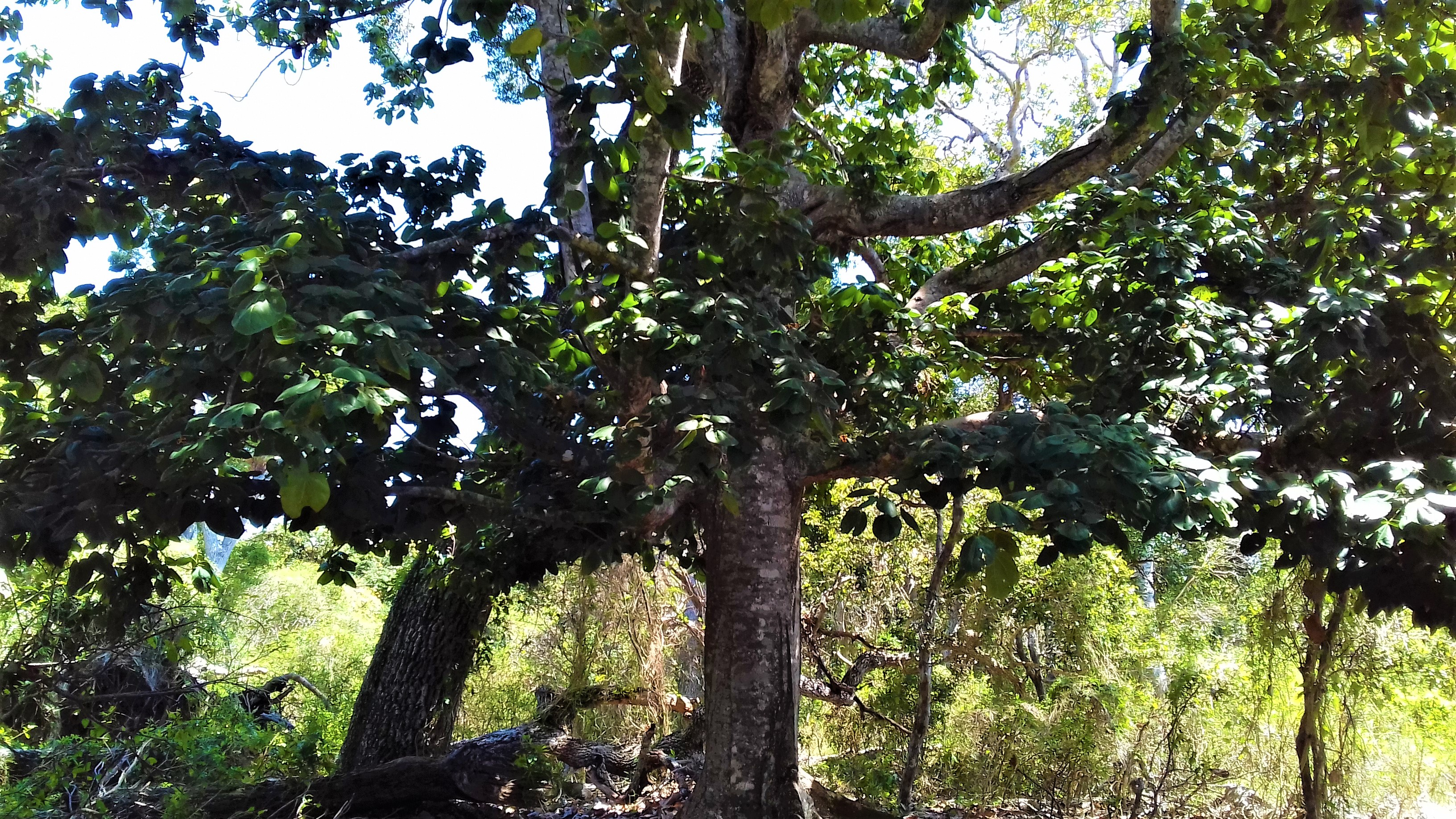
Acropogon bullatus adulte sur le domaine de Deva, à Bourail

### Dimensions

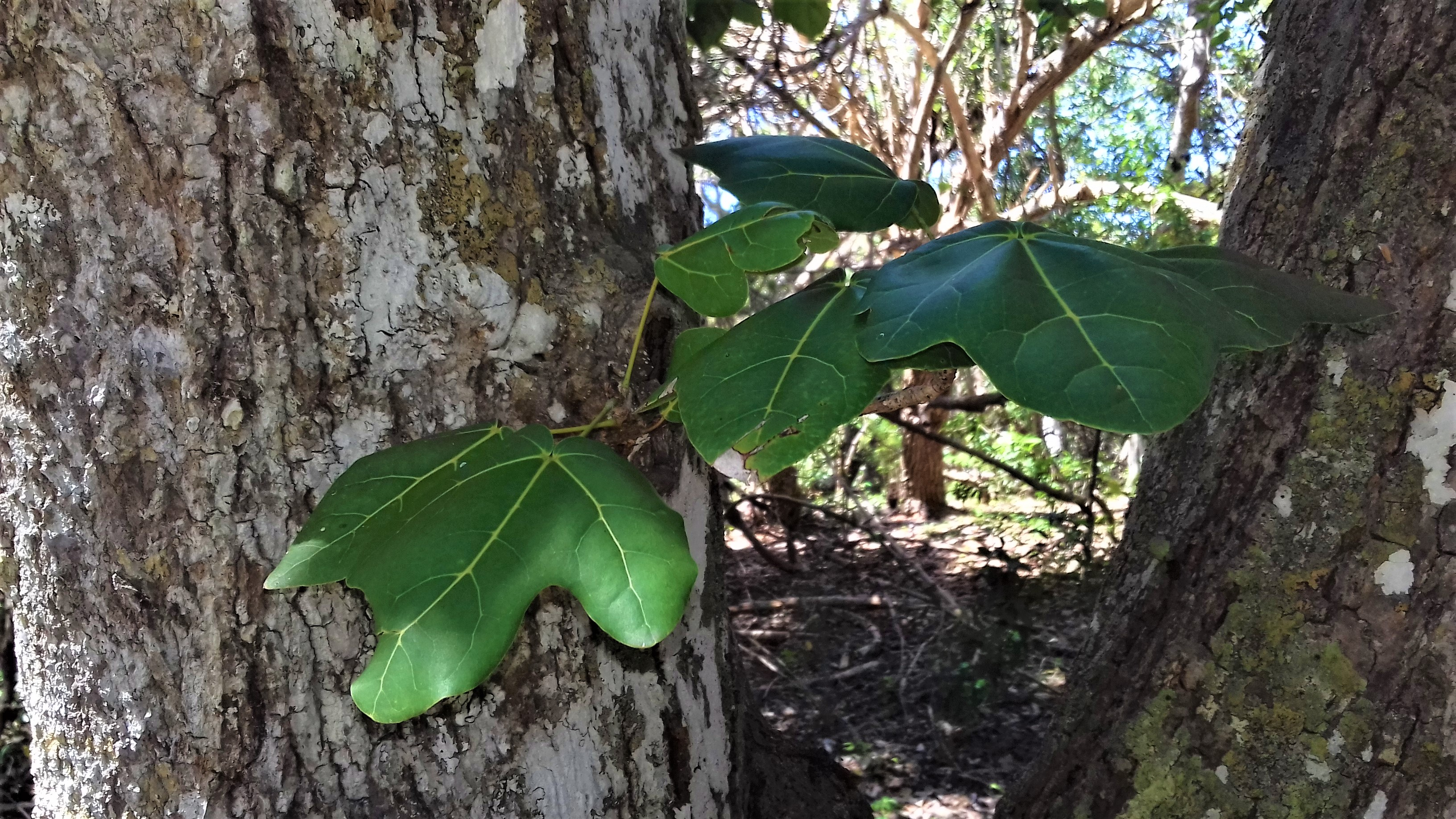
Feuilles juvéniles d'Acropogon bullatus sur un individu adulte

Cet arbuste peut mesurer jusqu'à 12 mètres de haut et 5 mètres de large.

### Feuilles
Les feuilles sont simples, alternes, coriaces et persistantes.
Les feuilles juvéniles sont entières puis trilobées ; les feuilles en forme adulte sont ovales, bullées et pendantes.

### Fleurs

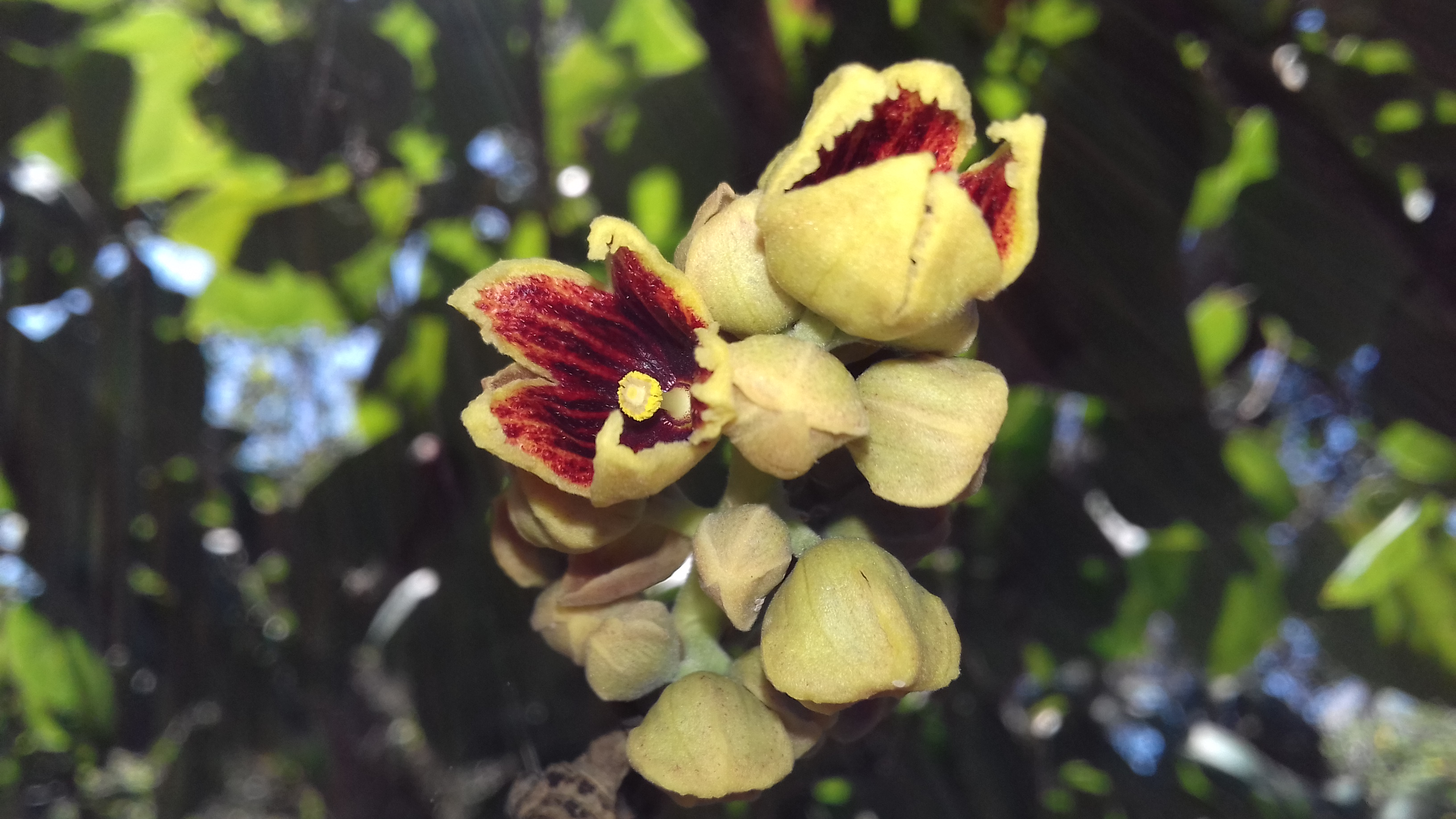
Fleurs d'Acropogon bullatus

Les fleurs, en forme d'étoiles, sont rouges avec des veines jaunes.

### Fruits
Les fruits, qui contiennent des graines noires et brillantes, sont rouges à maturité.

## Distribution

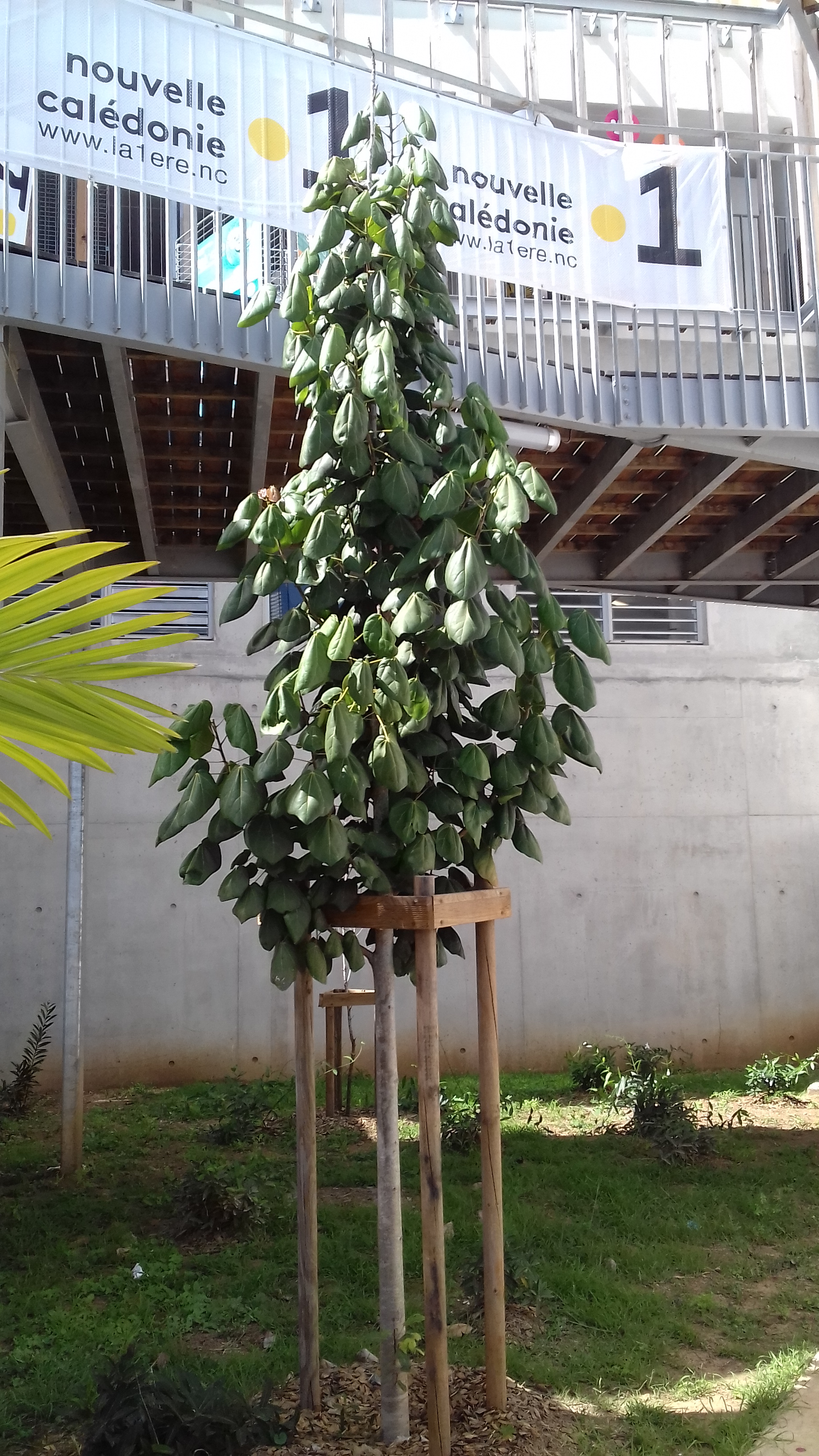
Acropogon bullatus présent dans l'enceinte de l'Université de la Nouvelle-Calédonie (UNC)

On ne trouve Acropogon bullatus qu'en Nouvelle-Calédonie, sur la côté ouest du sud de la Grande Terre et sur l'Île des Pins,. En 2016, sa zone d'occurrence était de 4900 km² et son aire d'occupation était de 116 km².
Acropogon bullatus pousse sur le littoral, en forêt sèche ou semi-humide, jusqu'à une altitude de 50 m.

### Sol
Acropogon bullatus pousse préférentiellement sur les substrats volcano-sédimentaires et calcaires.

## Status de conservation
Acropogon bullatus a eu plusieurs statuts de conservation UICN au fil du temps. VU (vulnérable) en 1998 et NT (quasi menacé) en 2010, depuis 2016, son statut est EN (en danger) et est donc pire que les deux précédents.
La principale menace pesant sur cette espèce provient de l'urbanisation, de l'agriculture et de la prolifération d'espèces envahissantes, qui contribuent à la dégradation et de la fragmentation de son habitat forestier,.

## Nom vernaculaire
Acropogon bullatus est communément appelé Droopy en raison de ses feuilles tombantes, qui évoquent les caractéristiques du personnage de Tex Avery. En anglais, droopy signifie "tombant".